# SIGFPE
SIGFPE — сигнал на POSIX-сумісних платформах, який надсилається процесу, коли той виконує хибну арифметичну операцію, як то ділення на нуль. 

## Етимологія
SIG є загальноприйнятий префіксом для назв сигналів. FPE англ. floating-point exception — помилка в операції над чисвло з рухомою комою.